# Vladimír Jukl
Vladimír Jukl (ur. 19 kwietnia 1925 w Bratysławie, zm. 1 maja 2012 w Bratysławie) – słowacki ksiądz katolicki, jeden z organizatorów i liderów podziemnych struktur Kościoła Rzymsko-Katolickiego na Słowacji w czasach komunizmu, nazywany razem z Silvestrem Krčmérym generałem podziemnego Kościoła.

## Życiorys
W 1947 ukończył studia matematyczne na Uniwersytecie Karola w Pradze. W czasie studiów związał się z duszpasterstwem akademickim (tzw. Rodziną) prowadzonym przez ks. Tomislava Kolakoviča. Pod jego wpływem w pierwszych latach powojennych organizował razem z Silvestrem Krčmérym akcje ewangelizacyjne i formacyjne. W 1951 został za działalność kościelną aresztowany i po dziesięciomiesięcznym śledztwie skazany na karę 25 lat pozbawienia wolności. Został zwolniony w 1965, następnie ponowił współpracę z Silvestrem Krčmérym, w 1966 założył z nim pierwszy tzw. krąg kościoła podziemnego. 6 stycznia 1971 został tajnie wyświęcony na księdza, następnie aktywnie uczestniczył w organizowaniu struktur podziemnego Kościoła na Słowacji, a w latach 80. był także jednym z organizatorów Ruchu Apostolstwa Świeckich, należał do współpracowników biskupa Jána Chryzostoma Korca.
W 2009 został odznaczony Krzyżem Kawalerskim Orderu Zasługi Rzeczypospolitej Polskiej, a w 2013 pośmiertnie Orderem Ľudovíta Štúra I klasy.